# 白山靺鞨
白山靺鞨（はくさんまっかつ）は、6世紀後半から中国東北部の松花江流域を中心に、北は黒竜江中・下流域、東はウスリー川流域、南は朝鮮半島北部に勢力を振るったツングース系諸族である靺鞨の一派。粟末靺鞨の東南方に居住し、咸興、間島、豆満江流域の諸平野が含まれる。南は太白山・狼林山脈で高句麗族と接した。夫余の流れを汲み農業が生活の中心。

## 渤海国と白山靺鞨の関係
渤海国の建国の地は白山靺鞨の故地である。
津田左右吉は、「祚栄が営州を脱し契丹に入り、かくて遠く東方に来れるは何等かの縁故が其の地方にありし故なるべし。此の地方は『勿吉考』の終に述べしが如く隋書に所謂白山部なるべく思はるるが、祚栄が太白山の東北に来りて居城を築きしは此の地方が彼の故郷なるが故にして、彼は白山部の靺鞨なるにはあらざるか。こはもとより一片の想像に過ぎざるも、上に述べしが如く白山部の靺鞨が高麗の滅亡と共に唐に入れりとせられ、而して唐はかかる夷民を営州に置くが慣例なりしより見れば、初め高麗に属し、後に営州に住せし祚栄を以て白山部の靺鞨なりとするは故なきにあらざるなり。彼が靺鞨にして高麗人ならざるは、高句麗の遺民の営州に置かれしこと無きにても推知せらる。旧唐書に『高麗別種』といへるは、高麗に役隷し其の滅亡と共に唐に降りしものなるが故にして、従ってまた其の白山部に属せしを暗示するものの如し」「而して旧唐書に『白山部素附於高麗，因收平壤後，部眾多入於中國』と見え、新唐書にも同じ記事あれば、概ね高句麗に隷属せしなるべく、此の関係は隋代もしくは魏代よりして既に然りしならんか。されば隋・唐の高句麗戦役に当りて麗軍に参加せし靺鞨の多数は此の部のものなりしに似たり」として、渤海国建国者の大祚栄は白山靺鞨の出自と指摘している。